# Alexis Arquette
Alexis Arquette (Los Ángeles, California, 28 de julio de 1969-Beverly Hills, California, 11 de septiembre de 2016) fue una actriz, dibujante y drag de cabaret estadounidense.
Nació en el seno de una familia de actores. Su abuelo era el comediante Cliff Arquette y su padre, Lewis Arquette. Sus hermanos son los también actores Rosanna, Patricia, David y Richmond Arquette.

## Primeros años y carrera
En sus primeros años de carrera, principalmente se personificó como imitadora femenina, con frecuencia con el nombre Sam Swallower. Más tarde, hizo público que había comenzado el proceso que conduce a la cirugía de reasignación sexual.
Para este fin, Arquette declaró públicamente que era «la mujer más bella del mundo».[cita requerida]
Su primer trabajo en 1982, a la edad de 12 años, fue en el vídeo musical She's a Beauty, de la banda de San Francisco, The Tubes, en el papel de un muchacho joven.
Menos conocida que Patricia, David y Rosanna, la mayoría de su trabajo fílmico fue limitado o en películas de bajo presupuesto o independiente. Estas incluyeron su aclamado debut como la transexual Georgette en Last Exit to Brooklyn. También apareció en Creo que sí, Los chicos del maíz V: Campos de terror y en Killer Drag Queens on Dope, entre otras 40 cintas independientes, sin olvidar mencionar la película de Isabel Coixet Cosas que nunca te dije (1995).
Apareció en actuaciones de reparto en películas estables, entre ellas Pulp Fiction, Tres formas de amar, La novia de Chucky y una memorable aparición como un fánático de Boy George en The Wedding Singer, cantando una y otra vez «Do You Really Want to Hurt Me?».
En 2001, Arquette interpretó al emperador romano Calígula en dos episodios de la serie de televisión de culto Xena: la princesa guerrera.
También en 2001, Alexis fue invitada a participar en el episodio de Friends, The One with Chandler's Dad, como una camarera travesti, en la séptima temporada de la serie.
También participó en películas para adultos de bajo presupuesto como su personaje Destruction.
En septiembre de 2005, VH1 anunció su participación en la siguiente temporada de la La Vida Surrealista. Ella mencionó en el show, libre de argumento, que no quería que la gente se refiriera a ella como mujer o como hombre, sino como individuo transgénero; en sus propias palabras, una tranny.[cita requerida]
En enero de 2007 se anunció que sería el último concursante en el programa de televisión británico, Celebrity Big Brother UK, aunque en realidad nunca apareció.[cita requerida]
El filme Alexis Arquette: She's My Brother se estrenó en el Festival de Cine de TriBeCa en 2007.
El 31 de enero de 2007, Arquette fue un cliente destacado y una juez invitada en el episodio de estreno del show de televisión de Bravo Channel, Top Design donde uno de los participantes dijo de ella que era, con humor, como "Iggy Pop en drag".
También hizo un cameo en el vídeo de Robbie Williams, She's Madonna.
El 26 de febrero de 2007, invitada al programa The Adam Carolla Show. Danny Bonaduce, quién fuera un integrante de The Partridge Family, grupo musical de principios de los años 70, un coanfitrión, le preguntó si siempre había sido mujer, Alexis al contestar provocó una discusión entre Carolla, Bonaduce y Arquette, y se dio por terminada la participación de Alexis, quien salió furiosa del estudio empujando violentamente a los del equipo de sonido mientras se marchaba.
Nuevamente trabajó junto a Adam Sandler y Drew Barrymore en la película Blended en el 2014, personificando a Georgina (mismo papel de George en Wedding Singer).

## Vida personal y muerte
En sus últimos 20 años, Arquette hizo transición de varón a mujer. Sus experiencias fueron documentadas en la película Alexis Arquette: she's my brother (Alexis Arquette: ella es mi hermano), que debutó en  2007 en el Tribeca Film Festival.
Falleció el 11 de septiembre de 2016, a los 47 años, por un paro cardíaco después de un coma inducido, esto como consecuencia del VIH, enfermedad que tenía desde tiempo atrás.

A través de Facebook, uno de los hermanos de Arquette informó su muerte: 

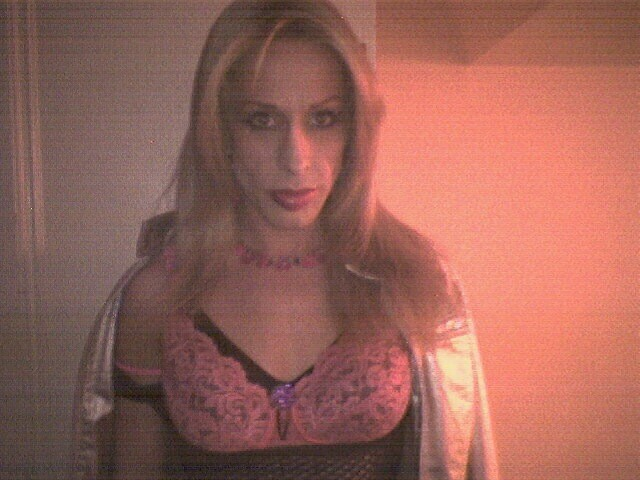
Alexis Arquette en 2006.

Nuestro hermano Robert, quien fue nuestra hermana Alexis, falleció esta mañana del 11 de septiembre a las 0:32. Estuvo acompañado por sus hermanos y hermanas, uno de sus sobrinos y otros que lo amaban. Tocamos música para él, escuchando Starman, de David Bowie. Como por encanto, estuvimos en el momento de la transición a otra dimensión.
Richmond Arquette

## Filmografía
- Last Exit to Brooklyn (1989)
- Death of a Schoolboy (1990)
- Miracle Beach (1992)
- Jumpin' at the Boneyard (1992)
- Terminal Bliss (1992)
- La fuerza bruta (1992)
- The Killing Box (1993)
- Grief (1993)
- Jack Be Nimble (1993)
- Frank & Jesse (1994)
- Threesome (1994)
- Pulp Fiction (1994)
- No lo hagas (1994)
- Cosas que nunca te dije (1995)
- Paradise Framed (1995)
- Wigstock: The Movie (1995)
- Frisk (1995)
- White Man's Burden (1995)
- Kiss & tell (1996)
- Sometimes They Come Back... Again (1996)
- Things I Never Told You (1996)
- Never Met Picasso (1996)
- Scream, Teen, Scream (1996)
- Inside Out (1997)
- I Think I Do (1997)
- Goodbye America (1997)
- Close To (1997)
- Love Kills (1998)
- Fool's Gold (1998)
- The Wedding Singer (1998)
- Cleopatra's Second Husband (1998)
- Children of the Corn V: Fields of Terror (1998)
- La novia de Chucky (1998)
- Tomorrow by Midnight (1999)
- Out in Fifty (1999)
- She's All That (1999)
- Clubland (1999)
- Citizens of Perpetual Indulgence (2000)
- Piccadilly Pickups (2000)
- The Price of Air (2000)
- Boys Life 3 (2000)
- The Woman Every Man Wants (2001)
- Xena: la princesa guerrera (2001)
- Audit (2001)
- Digital Sex (2001)
- The Trip (2002)
- Spun (2002)
- The Movie Hero (2003)
- Wasabi Tuna (2003)
- Lords of Dogtown (2005)
- Hubert Selby Jr: It'll Be Better Tomorrow (2005)
- Killer Drag Queens On Dope (2006)
- Alexis Arquette: She's My Brother (2007)
- Blended (2014)